# Thomas Gordon
Thomas Gordon (Paris, Illinois, 11 maart 1918 - Solana Beach (Californië), 26 augustus 2002) was een Amerikaans klinisch psycholoog en grondlegger van begrippen als actief luisteren en de ik-boodschap bij interpersoonlijke communicatie. Hij werd vooral bekend vanwege de zogenaamde Gordon-methode.

## Biografie
Gordon studeerde bij Carl Rogers (samen met Abraham Maslow grondlegger van de humanistische psychologie) en werd later zijn collega. In de jaren 50 hanteerde hij als bedrijfsconsulent principes van actief luisteren, ik-boodschappen en win-win-bemiddeling. 
In 1962 organiseerde hij een eerste Parent Effectiveness Training voor 14 ouders in een voorstad van Los Angeles. Meer dan een miljoen ouders in 45 landen volgden deze cursus die vandaag wordt erkend als de eerste op vaardigheden gebaseerde oudertraining. Sinds de officiële introductie van zijn cursus Effectief omgaan met kinderen in 1979 in Nederland, hebben 49.000 mensen de cursus gevolgd.
Met zijn boek Luisteren naar kinderen lanceerde hij een methode om de opvoedingsstijl en de relaties tussen ouders en kinderen te verbeteren. Het was een synthese van de toenmalige "anti-autoritaire opvoeding", een reactie tegen de voorheen gangbare autoritaire opvoedingsstijl. Later paste hij deze methode ook toe op andere situaties zoals onderwijs, sociale reclassering en kinderopvangverblijven.
Gordon kreeg in 1997, 1998 en 1999 een nominatie voor de Nobelprijs voor de Vrede. In 1999 ontving hij de Gold Medal Award van de American Psychological Foundation voor zijn voortdurende bijdragen aan de toegepaste psychologie.

## Gordon-methode
De Gordon-methode gaat uit van gelijkwaardigheid in relaties, zodat iedereen zichzelf kan zijn en zijn verantwoordelijkheid neemt, rekening houdend met de ander. In opvoedingsrelaties betekent dit dat de opvoeder het kind in zijn waarde laat en respectvol benadert. Eigenlijk zijn het de democratische principes die binnen het gezin worden geïntroduceerd. Het systeem benadrukt de effectieve communicatie en oplossingsgerichte conflicthantering. Het win-win-principe staat centraal. Gordon stelt een overlegmethode in zes stappen voor, waarvoor hij zich liet inspireren door John Dewey.  Het succes volgt vooral uit zijn vermogen om de (opvoed)theorie op een concrete, praktische manier te vertalen.